# Comuna Goian, Stînga Nistrului
Comuna Goian este o comună din Unitățile Administrativ-Teritoriale din Stînga Nistrului, Republica Moldova. Este formată din satele Goian (sat-reședință) și Iagorlîc.
Conform recensământului din anul 2004, populația localității era de 684 locuitori, dintre care 612 (89.47%) moldoveni (români), 34 (4.97%) ucraineni si 34 (4.97%) ruși.